# La Neuville-en-Tourne-à-Fuy
La Neuville-en-Tourne-à-Fuy – miejscowość i gmina we Francji, w regionie Grand Est, w departamencie Ardeny.
Według danych na rok 1990 gminę zamieszkiwało 389 osób, a gęstość zaludnienia wynosiła 14 osób/km².

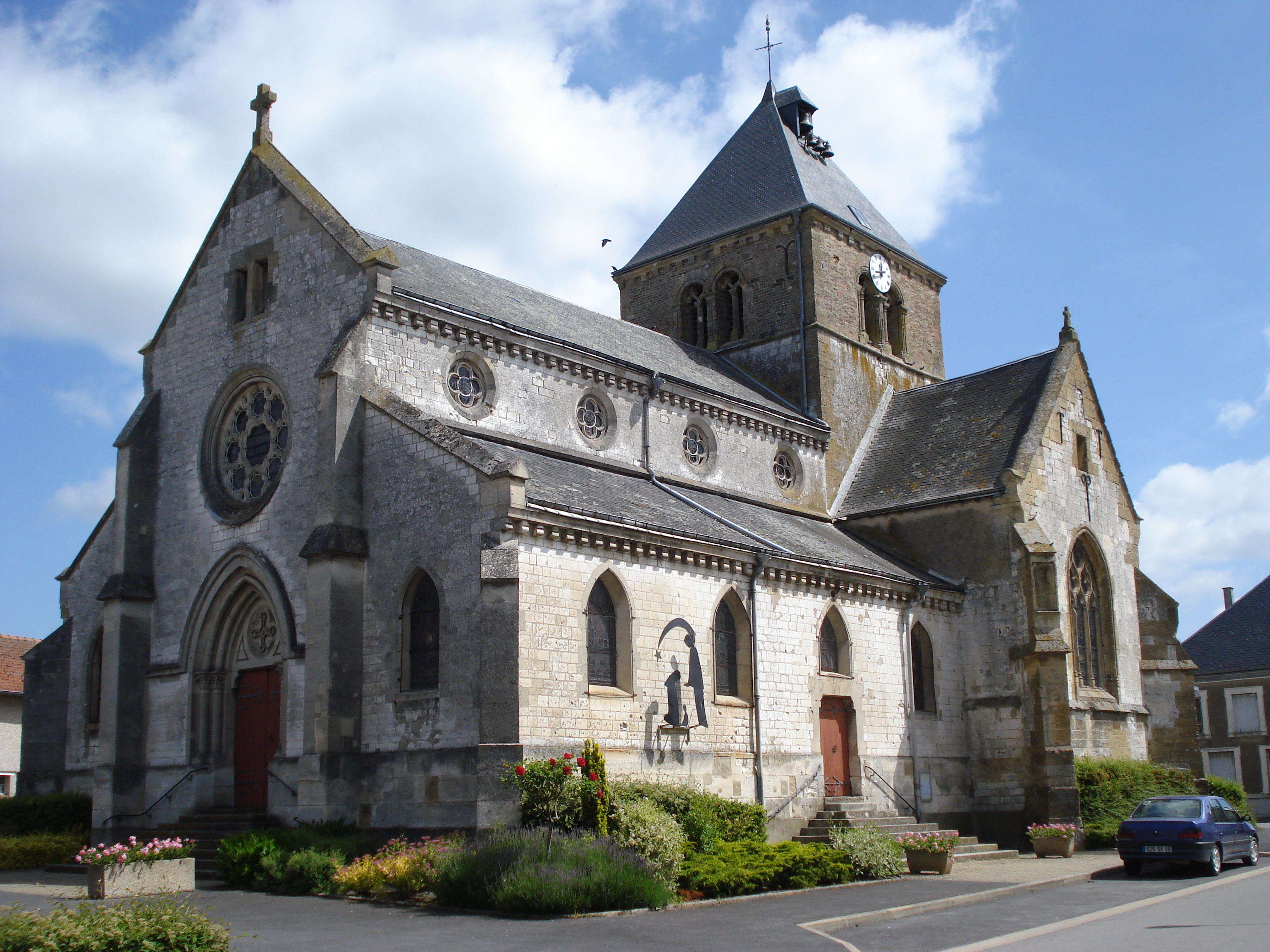
Kościół w La Neuville-en-Tourne-à-Fuy, 2009